# Kurashiki
La ciudad de Kurashiki (倉敷市 Kurashiki-shi?) es una ciudad histórica localizada al oeste de la prefectura de Okayama, Japón, en la desembocadura del río Takahashi, en la costa del mar Interior. Tiene un área de 298,92 km² y una población de 477 983 habitantes (2010).

## Historia
La ciudad moderna de Kurashiki fue fundada el 1 de abril de 1928. Anteriormente, el lugar era sitio de conflicto entre los clanes Minamoto y Taira durante la era Heian. En la era Tokugawa se convirtió en un puerto fluvial y fue controlado directamente por el shogunato. Durante la Restauración Meiji se construyeron diversas fábricas.

## Atracciones
La ciudad es sede del Museo de arte Ohara, primer museo de arte occidental en Japón, fundado en 1930. También en la ciudad existe el área de Bikan, una zona histórica de almacenes construidos con madera del siglo XVII llamados kura (倉) y rodeados de canales con peces koi. También en la ciudad existe una réplica de los Jardines de Tivoli, en Copenhague.

## Ciudades hermanadas
Kurashiki está hermanada con las siguientes ciudades:
- Sankt Pölten, Austria (1957)
- Kansas City, Estados Unidos (1972)
- Christchurch, Nueva Zelanda (1973)
- Zhenjiang, China (1997)